# Marco Aurelio Alvarotti
Marco Aurelio Alvarotti (Padova, ... – XV secolo) è stato un comico italiano.
Fu amico e compagno di scena di Ruzante ed interpretò nelle sue commedie il contadino Menato.